# Bagarre express
Bagarre express (La course à l'échalote) è un film del 1975 diretto da Claude Zidi.

## Trama
Ragioniere presso una grande banca, Pierre Vidal viene nominato direttore di filiale proprio quando il barone Bertrand de Rovère, manovrando sottobanco, acquista l'Alcazar, uno dei più celebri cabaret parigini. Costui deposita i documenti d'acquisto in una cassetta di sicurezza della banca di Vidal da dove, però, vengono trafugati. Pierre allora si mette sulle tracce dei ladri per recuperare i documenti rubati e segue la troupe dell'Alcazar fino in Gran Bretagna; le sue intenzioni però vengono equivocate sia da Janette, la sua ragazza, sia dalla polizia che si mettono entrambe sulle tracce di Pierre e delle ballerine dell'Alcazar.
Dopo un'infinità di pasticci il povero ragioniere è costretto a dimettersi, ma ciò non porrà fine anche ad altri guai.